# دوین مولینگس
 دوین مولینگس (انگلیسی: Devin Mullings؛ زادهٔ ۴ اکتبر ۱۹۸۵) یک تنیس‌باز اهل باهاما است.